# Hrabstwo Atoka

Piramida wieku mieszkańców hrabstwa

Atoka – hrabstwo w stanie Oklahoma w USA. Populacja liczy 13 879 mieszkańców (stan według spisu z 2000 roku).
Powierzchnia hrabstwa to 2564 km² (w tym 30 km² stanowią wody). Gęstość zaludnienia wynosi 5,5 osoby/km².

## Miejscowości
- Atoka
- Caney
- Stringtown
- Tushka
- Lane (CDP)